# Antonio de Nebrija
Antonio Martínez de Cala y Xarana o Antonio de Lebrija (Lebrija, 1444-Alcalá de Henares, 2 de julio de 1522), conocido como Elio Antonio de Nebrija o de Nebrixa, fue un humanista español que gozó de gran fama ya como colegial en el Real Colegio de España de Bolonia. Ocupa un lugar destacado en la historia de la lengua española por ser el autor de la primera gramática castellana (la Gramática castellana), publicada el 18 de agosto de 1492 (dos meses antes del Descubrimiento de América), de un primer Diccionario latino-español ese mismo año y de su Vocabulario español-latino hacia 1494, con bastante anticipación dentro del ámbito de las llamadas lenguas vulgares. Su legado sirvió de modelo para las elaboraciones de las primeras gramáticas y vocabularios en lenguas autóctonas en Hispanoamérica y Filipinas.
Además de filólogo de la lengua castellana y las lenguas clásicas (latín, griego y hebreo), fue historiador, pedagogo, gramático, traductor, exégeta, docente, catedrático, lingüista, lexicógrafo, impresor, editor (de obras propias y ajenas), cronista real, escritor y poeta. Su carrera como profesor y autor fue muy extensa para la época, pues abarcó más de medio siglo, desde 1470 hasta 1522, año de su fallecimiento a los setenta y ocho años de edad. Se le considera el más destacado miembro de la escuela de Salamanca en el estudio de lenguas y gramáticas.

## Biografía

### Origen
Nació en la antigua villa de Nabrissa Veneria, en castellano Lebrija, en la provincia de Sevilla, en la calle llamada entonces de los Mesones, en una casa que aún se encontraba en pie en 1632 cuando Rodrigo Caro visitó la ciudad y anotó en sus Antigüedades y principado de la ilustrísima ciudad de Sevilla que era venerada «como cosa santa». Fue el segundo de cinco hermanos: tres varones y dos mujeres. Su padre fue Juan Martínez de Cala el Viejo y su madre, Catalina Martínez de Jarana, agricultores acomodados de mediana condición y no siervos, según dirá Nebrija en su Elegia de patriae antiquitate.

#### Posible origen judío
Según la controvertida tesis de Américo Castro en La realidad histórica de España su padre sería de una posible familia marrana y su madre de una familia judía sevillana convertida al catolicismo a raíz de las violentas matanzas antijudías de 1391. Al clima de antisemitismo cristiano del siglo XV en Castilla se debería que Nebrija nunca escribiese sobre sus orígenes, aunque su estudio profundo del hebreo evidenciaría esa ascendencia, según quienes defienden los orígenes judeoconversos.
No apoya esta teoría, como advierte Pedro Martín Baños, que sometido Nebrija a proceso inquisitorial, los inquisidores no invocaron ni utilizaron esa condición como agravante de la acusación, y su hijo Sancho, en 1506 (el mismo año en el que su padre sufrió el proceso inquisitorial en Salamanca) pudo presentar las probanzas de limpieza de sangre que se le exigían para ingresar en el Colegio de los españoles de Bolonia, al que también había pertenecido el padre. Todos los testigos dijeron conocer a sus padres y abuelos, a los que coincidentemente tenían por cristianos viejos, tanto «por conocimiento suyo como por indicio de los antepasados», según declaró bajo juramento ante el notario apostólico uno de esos testigos, Pedro Tejero, vecino de Lebrija, que sabía que sus antepasados «son cristianos viejos e que no son moros ni judíos ni conversos ni tienen parte con ellos, e por tales son habidos e tenidos en esta dicha villa». También en 1506 en Salamanca se reguló la prohibición a los conversos de desempeñar cátedras o acceder a ciertos grados, prohibición que nunca afectó a Nebrija, como tampoco le afectaría la misma prohibición aprobada para la universidad de Alcalá en 1519.

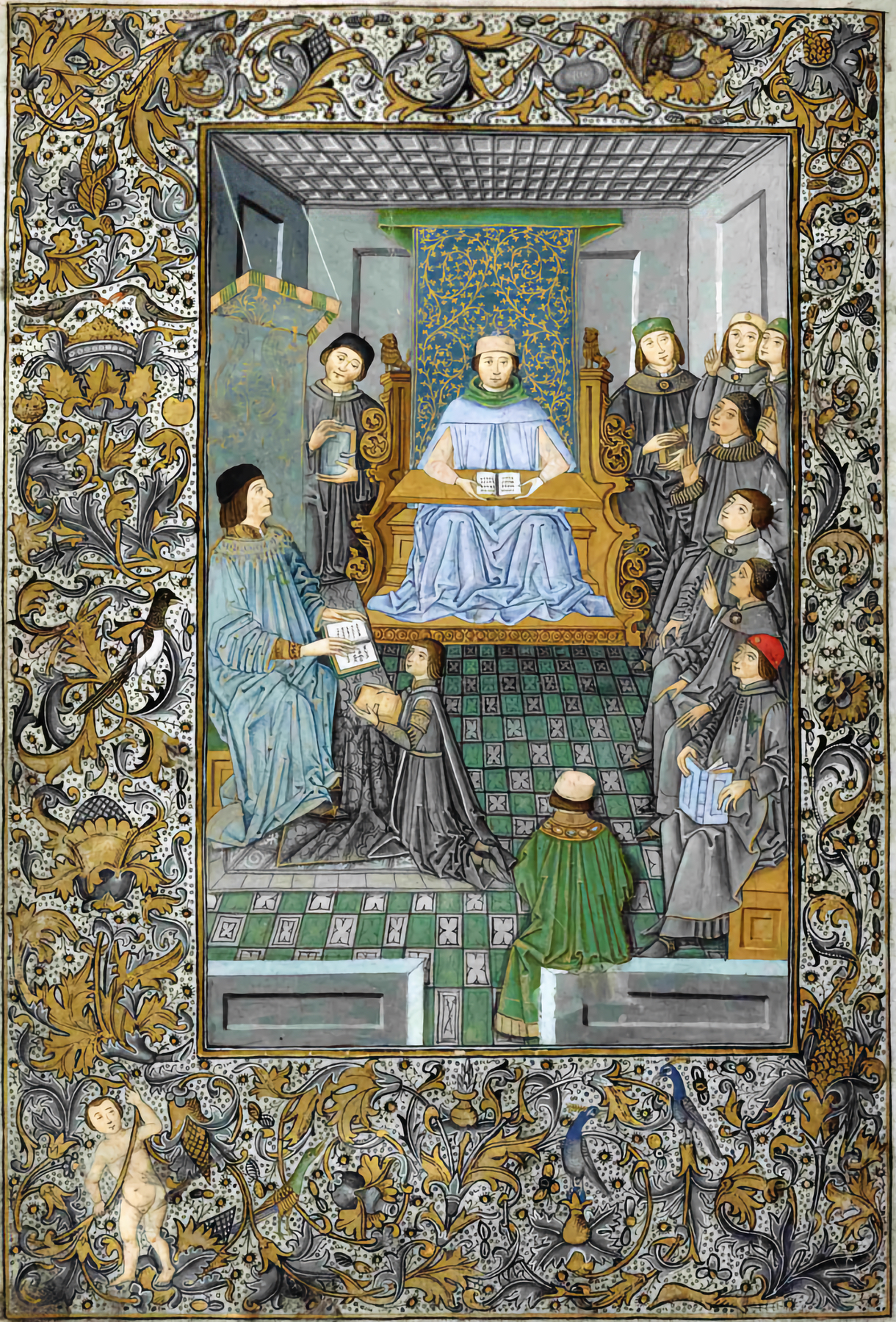
Antonio de Nebrija impartiendo una clase de gramática en presencia del mecenas Juan de Zúñiga. Introducciones Latinae, B.N.E., Madrid.

Sin embargo, sin discutir los datos aportados por Martín Baños, Juan Gil cree posible mantener todavía la sospecha del origen converso por haber descubierto que una de sus hijas, Sabina de Solís, contrajo matrimonio con el bachiller Juan Romero, converso sevillano, dada la endogamia característica de este grupo. Por su parte, Diego Moldes en su libro Antonio de Nebrija y origen judeoconverso (2023), prologado por Juan Gil, aporta «fundados argumentos sobre el origen judío del padre de la lingüística española» y afirma que «Es mucho más difícil probar el origen cristiano-viejo de Nebrija que su origen judeoconverso. Dicho de otro modo, probar que Nebrija era hijo y nieto de cristianos viejos es casi imposible y, documentalmente, imposible del todo».

### Estudios
El joven Nebrija estudió en la Universidad de Salamanca. Cuando tenía diecinueve años, se trasladó a Italia. Él mismo lo dice en la publicación de su Vocabulario (c. 1494): «hasi que en edad de diez y nueve años io fue a Italia», donde realizó su ingreso en el Colegio de San Clemente de Bolonia el 2 de marzo de 1463, gracias a una beca del obispado de Córdoba, para estudiar Teología. Continuó sus estudios hasta 1470. De vuelta en España, adoptó el sobrenombre de «Elio» y trabajó para el arzobispo Fonseca en Sevilla, donde creó escuela.

### Cátedra
Dio clases entre 1470 y 1473 en la capilla de la Granada, situada en el patio de los Naranjos de la catedral de Sevilla, según su propio testimonio, recogido por Martín Nieto: «En la tornada fui convidado por letras del muy Reverendo Padre Alonso de Fonseca, arzobispo de Sevilla». En 1473 consiguió el cargo de docente de Gramática y Retórica en la Universidad de Salamanca, y en ese mismo año se casó con Isabel Solís de Maldonado, según propia afirmación en sus Aenigma juris civilis: «Quiso la fatalidad que la incontinencia me precipitase en el matrimonio». Al casarse, la Iglesia le retiró su asignación económica y, como el sueldo de profesor de universidad no le daba para mantener a su familia, en 1487 abandonó Salamanca y entró al servicio del Maestre de Alcántara, Juan de Zúñiga. Así pudo consagrarse por entero a los estudios filológicos, que culminaron en su famosa Gramática, dedicada a la reina Isabel la Católica. 
Su primer libro impreso fue Introductiones latinae (Salamanca, 1481), un auténtico best-seller europeo, impreso y editado más de un centenar de veces en vida de Nebrija, no solo en la península ibérica (en español y catalán), en ciudades como Salamanca, Burgos, Alcalá, Logroño, Barcelona, Granada, Sevilla, Antequera, Zaragoza, Toledo, Pamplona, Madrid o Valencia, sino también en buena parte de Europa (se imprimieron varias veces en imprentas de París, Venecia, Amberes, Deventer -Países Bajos-, Lyon, Burdeos, Limoges, Toulouse o Colonia), siendo uno de los manuales de gramática latina más utilizados en la educación europea del siglo XVI.
De acuerdo con los títulos de sus libros, el Nebrisense se tuvo por gramático durante unos 33 años (1481–1513), periodo en el que durante 3 años (1491-1493) también alardeó de poeta en latín; antes de renunciar a su condición de gramático y hasta su muerte se consideró ante todo historiador durante 14 años (1509–1522), durante los que también ostentó durante 7 años (1510–1516) su condición de maestro de Retórica.
En 1502 intervino como latinista en los trabajos de traducción de la futura Biblia políglota complutense, auspiciada por el cardenal Cisneros. El lema Tanto monta, divisa personal de Fernando el Católico, le fue sugerido al monarca por Nebrija, aludiendo con él al nudo gordiano que, según la leyenda, haría dueño de Asia a quien fuese capaz de deshacerlo y que, finalmente, fue cortado por Alejandro Magno con su espada, añadiendo nada importa. Daba así entender que da lo mismo deshacerlo que cortarlo y que el monarca no se puede detener ante la dificultad. No fue hasta el siglo XIX cuando se le añadió el segundo componente, Tanto monta, monta tanto, Isabel como Fernando, en la creencia errónea de que la frase había sido utilizada como divisa por los Reyes Católicos para significar el equilibrio entre los reinos.
Murió en Alcalá de Henares (en la actual provincia de Madrid), en 1522.

## Localidades donde vivió Nebrija
Antonio de Nebrija pasó catorce años en su Lebrija natal, veintitrés años en Salamanca (discontinuos, con interrupciones: 5+11+3+4: cinco años de estudiante, dieciocho años de profesor y catedrático), cinco años en Bolonia (1465-1470), cuatro años en Coca (1470-1473), diecisiete años en Extremadura (en Alcántara y en la comarca de La Serena, tanto en Zalamea de la Serena como en Villanueva de la Serena, (1487-1504), dos años en Sevilla en 1490 y 1498, y los diez últimos años en Alcalá de Henares. Entremedias, tuvo algunos períodos medio deslocalizado con estancias en Medina del Campo, en Brozas (en casa de su hijo Marcelo pasó breves temporadas entre 1518 y 1522), Logroño (en 1507 para supervisar con el impresor Arnao Guillén de Brocar su Apologia) y en Granada en el año 1500, ciudad donde se radicó su hijo Sancho de Nebrija (c. 1481-1556), nacido en Salamanca y fallecido en Granada, doctor en Derecho, gobernador de las Islas Canarias, después juez e impresor en Granada y también el hermano de este Sebastián de Nebrija (fallecido también en Granada en 1560), que siempre siguió a su hermano Sancho a lo largo de su vida, como ayudante suyo en Canarias y Granada.

## Ideas gramaticales de Antonio de Nebrija
Aunque Nebrija se basó en la obra de gramáticos latinos como Prisciano, Diomedes Grammaticus y Elio Donato, sus propias ideas le llevaron a discrepar de ellos en algunos puntos. Además, Nebrija consideraba que la gramática era la base de toda ciencia. Para Nebrija, la gramática se dividía en: ortografía, prosodia, etimología y sintaxis. Esta división ha perdurado hasta la Edad Moderna. E igualmente otra distinción nebrijana perdura hasta recientemente: aquella que considera que las partes de la oración son ocho: nombre, pronombre, artículo, verbo, participio, preposición, adverbio y conjunción, y en sus notas añade gerundio y nombre participial infinito.
Nebrija considera al latín como lengua superior a las otras, y por ello, cuanto más se acerca una lengua al latín, más perfecta es. Esto hace que su gramática castellana sea una gramática a la manera latina. Sin embargo, la originalidad de Nebrija es patente, trayendo auténticas innovaciones en su género, mucho antes que el resto de lenguas vulgares. Intuyó además el origen de la lengua castellana a partir de un latín corrompido traído por los godos e influido por otras lenguas.
Su obra tuvo gran influencia en el mundo universitario, español y europeo, siendo una de las cumbres del humanismo en España. Recoge el legado clásico para revitalizar el estudio de las lenguas vivas. Pero la hazaña a la que debe una posición de primer orden en la historia, es haber compuesto la primera Gramática castellana (1492), primera también entre las gramáticas románicas, a las que servirá de modelo. Nebrija redactó su gramática en la localidad extremeña de Zalamea de la Serena.
Nebrija veía la lengua castellana como un factor unificador de los diversos territorios de los Reyes Católicos, del mismo modo que figuras florentinas como Cristoforo Landino o Lorenzo de Medici habían defendido que la lengua toscana serviría para unificar Italia. De ahí la conocida frase de Nebrija en su Gramática diciendo que "siempre la lengua fue compañera del imperio".
En América durante los siglos XVI y XVII se utilizan las ideas de Nebrija como modelo para escribir tratados enfocados en el aprendizaje de las lenguas indígenas, por ejemplo la Gramática o arte de la lengua general de los indios de los reinos del Perú (1560) de Fray Domingo de Santo Tomás, o la Gramática de la lengua general del Nuevo Reino llamada mosca, de Fray Bernardo de Lugo (1619).

## Nebrija, impresor

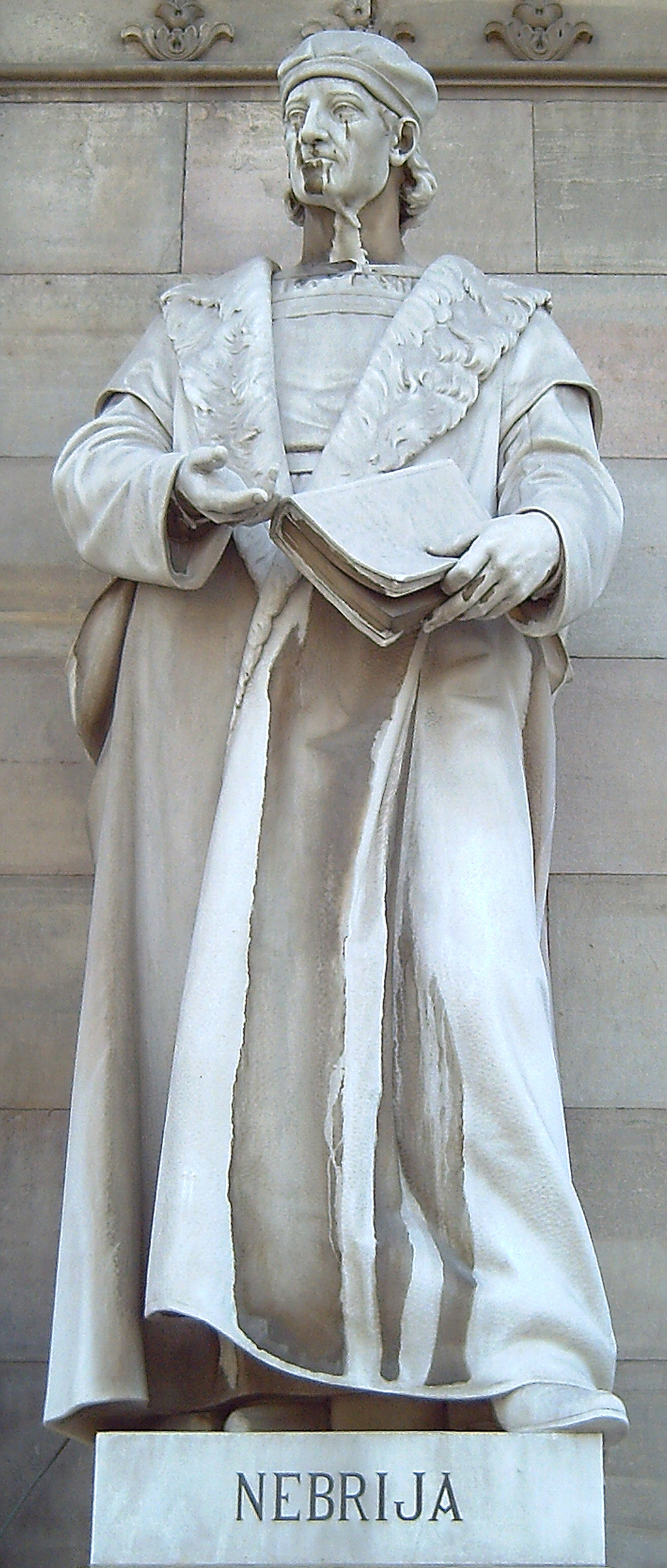
Estatua de Antonio de Nebrija por Anselm Nogués, en el exterior de la Biblioteca Nacional de España, en Madrid.

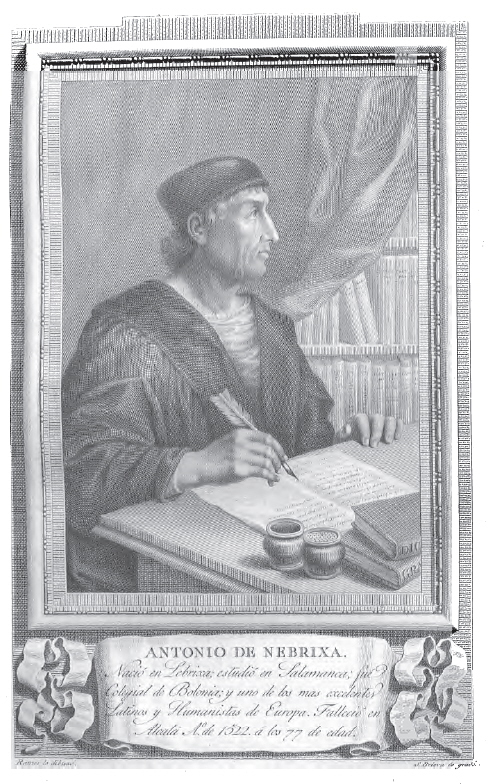
Antonio de Nebrixa en la colección de «Retratos de los españoles ilustres» impresa por la Real Imprenta de Madrid de 1791 a 1806. Grabado de Simón Brieva por dibujo de Francisco Javier Ramos.

Además de sus logros filológicos, Nebrija fue crucial para llevar la imprenta a Salamanca, pues el segundo libro que se publicó en esta ciudad fueron sus Introductiones, y puede que dirigiera también la imprenta, situación que se intentó encubrir, porque los negocios mercantiles habrían sido incompatibles con su puesto académico. No obstante, tanto su hijo Sancho de Nebrija como su nieto Antonio de Nebrija se hicieron impresores, y la mayoría de los incunables publicados en Salamanca fueron de Nebrija o de autores de su círculo. Esa primera imprenta de Salamanca estaba situada en la, desde entonces llamada, calle de Libreros. Asimismo, fue el primer autor en reclamar derechos de autor en España y el mundo occidental, mucho antes que el Estatuto de la Reina Ana de 1709 del Reino Unido o las disputas de 1662, en las que interfirió la Unión de las Coronas.
Su labor como impresor fue continuada por tres generaciones, que ostentaron el privilegio de impresión de las obras del ilustre gramático.

## Antonio de Nebrija y la Inquisición
Demostró sus conocimientos de hebreo en su obra De literis hebraicis (1515), primeras transcripciones fonéticas del hebreo al latín y al castellano. Sus interpretaciones de la Biblia a partir de los originales hebreos y griegos y no del latín, con apoyo de otros hebraístas de orígenes judíos, le crearon numerosos problemas con las autoridades eclesiásticas y académicas de Salamanca y, posteriormente, Alcalá. De hecho, tras la muerte de su protectora, la reina Isabel de Castilla, Nebrija fue procesado por la Inquisición para que no prosiguiese sus estudios filológicos con los que se proponía devolver los textos bíblicos a su estado original, libre de interpolaciones, contando para el caso del Antiguo Testamento con la ayuda de los rabinos, en tanto la Inquisición quería arrebatar esa tarea a los filólogos y dejársela a los teólogos, aunque, según argumentaba Nebrija, casi ninguno sabía hebreo.
El inicio del proceso inquisitorial del Tribunal del Santo Oficio contra Nebrija fue dirigido por el inquisidor general Diego de Deza, contrario a las tesis de Nebrija favorables a traducir e interpretar la Biblia desde los originales. Si se cerró, sin que Nebrija llegase a pisar las cárceles inquisitoriales, pudo deberse a que en 1507 Francisco Jiménez de Cisneros sustituyó a Deza al frente del tribunal. Nebrija dirigió su Apología al propio Cisneros, editada por Arnao Guillén de Brocar en Logroño, probablemente en el verano de 1507.
En esta apología se muestra como un firme defensor de la libertad de expresión y pensamiento, y de la razón y la verdad frente al principio de autoridad, con una actitud rebelde y liberal propia del humanismo que lo sitúa en los márgenes de la heterodoxia. A pesar de ello, el régimen franquista se basó en el sincero catolicismo del humanista y en su defensa del imperialismo español para convertirlo en un precursor y emblema del nacional-catolicismo.

## Obras

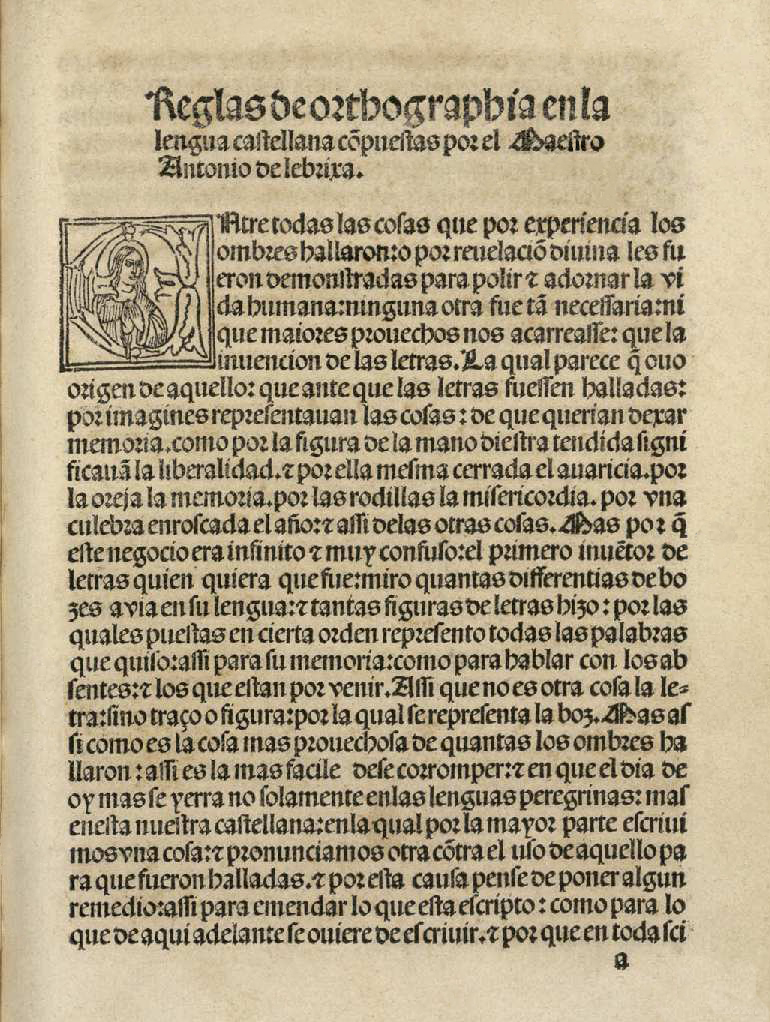
Reglas de orthographia en la lengua castellana (1517) fue el primer libro sobre ortografía española.

- Introducciones latinas (1481). Introductiones latinae, Salamanca [con reimpresiones sucesivas; tercera redacción, Salamanca, 1495 [conocida como Recognitio]; última edición corregida por el autor: Alcalá, Arnao Guillén de Brocar, 1523]. Edición facsímil: Salamanca, Universidad, 1981, con presentación de P. Amat y proemio de E. de Bustos.
- Materies grammatice, Salamanca, [solo se conservan dos hojas en Oxford, que pueden, no obstante, corresponder a la obra homónima de Nieto] (c. 1485).
- Repetitio primera [De membris et partibus grammaticae] [perdida] (c. 1485).
- Repetitio secunda [De corruptis ignorantia quarundarum litterarum vocibus], Salamanca (1486).
- Peregrinación del Rey y la Reina a Santiago [Peregrinatio Regis et Reginae ad Sanctum Iacobum], Salamanca (1486)
- Introducciones Latinas contrapuesto el romance al latin (c. 1488) Edición con introducción de Miguel Ángel Esparza y Vicente Calvo. Nodus Publikationen, Münster. 1996.
- Differentiae excepte ex laurentio valla Nonio marcello & servio Honorato, Salamanca (c. 1489).
- Anotationes in libris pandectarum [Ms.] (c. 1489). Edición moderna: Madrid, Instituto Nacional de Estudios Jurídicos, 1965; A. García y García (ed.) y A. Domingo (trad.), Salamanca, Universidad, 1996.
- Muestra de las antigüedades de España (c. 1491), Burgos, Fadrique de Basilea. Edición moderna: González Llubera, Londres, Oxford University Press, 1926.
- Arte de la lengua castellana (1492).
- Diccionario latino-español (1492).
- Vocabulario español-latino (1494).
- Cosmographia, Salamanca, s. n., (c. 1498).
- Orationes (1500).
- Apologia, Logroño, Arnao Guillén de Brocar (1507).
- De liberis educandis libellus (1509).
- De literis hebraicis (1515). Título completo: De literis hebraicis cum quibusdam annotationibus in scripturam sacram, Alcalá, Arnao Guillén de Brocar (c. 1515).
- Tabla de la diversidad de los días y horas, Alcalá, Arnao Guillén de Brocar, (c. 1516). Edición moderna: Fundación Antonio de Nebrija, 2001.
- Tratado de la diversidad de los días y horas y partes de hora (1516 o 1517).
- Reglas de ortografía en la lengua castellana, Alcalá de Henares, Arnao Guillén de Brocar, (1517)
- De medicinali materia, Alcalá, Arnao Guillén de Brocar (1518).
- Diccionario latín-francés, París, Rénauld Chaudière (1519).
- In Reuclinum Phorcensem et Erasmum Roterdanum, Alcalá de Henares (1522).
- Thalichristia, Alcalá, Arnao Guillén de Brocar, (1522).

Póstumamente se publicaron: 
- Reglas de ortografía en la lengua castellana (1523).
- Artis rhetoricae compendiosa coaptatio (1529)
- Dictionarium medicum, Amberes (1545). Edición moderna: Dictionarium medicum: el diccionario médico de Elio Antonio de Nebrija, introducción, edición y glosario de Avelina Carrera de la Red, Salamanca, Universidad, 2001.
- Rerum a Fernando & Elisabe Hispaniarum felicissimis Regibus gestarum Decades duas; necnon belli Nauariensis libros duos, Granada, Sancho de Nebrija (1545).

Nebrija escribió además obras menores sobre pedagogía, pesas, medidas, numeración, cosmografía, teología, medicina, derecho, etc.

## Especialistas en Nebrija
Entre los especialistas en Antonio de Nebrija en español cabe citar a Antonio Fontán, autor de un celebrado libro titulado Antonio de Nebrija, Príncipe de los humanistas españoles (1992), Félix G. Olmedo, Pedro Lemus y Rubio, Eugenio de Bustos Tovar, Carmen Codoñer, Miguel Ángel Esparza Torres, Carlos del Valle, Víctor Pastor Julián, Juan Antonio González-Iglesias, José Jesús Gómez Asencio, Antonio Quilis, Hans-Josef Niederehe, Francisco Rico, Emilio Ridruejo, Alonso Zamora Vicente, Aurora Egido, Juan Gil Fernández, Luis García Jambrina, Teresa Jiménez Calvente, Pedro Martín Baños, José Antonio Millán, Agustín Comotto, Carmen Quijada Van der Berghe, María Teresa Echenique Elizondo, Pierre Swiggers, Mercedes Quilis Merín, Otto Zwartjes, Esther Hernández, Eva Díaz Pérez, Diego Moldes o Lola Pons Rodríguez. Véase Nebrija Digital con la bibliografía disponible durante el V Centenario del. Fallecimiento de Antonio de Nebrija
En la Universidad de Cádiz, el principal grupo de investigación de Humanismo y Tradición Clásica, dirigido por José María Maestre Maestre, se denomina, precisamente, “Elio Antonio de Nebrija”.

## Instituciones llamadas Nebrija
En España hay varias instituciones con el nombre de Nebrija, en honor al humanista, vinculadas al sector de la educación y la cultura. La Universidad Complutense cuenta con un Colegio Mayor Antonio de Nebrija, fundado en 1951.
Desde 1987 existe en Madrid la Fundación Antonio de Nebrija, origen de la Universidad Nebrija, creada en 1995. Es la única universidad en el mundo que lleva el nombre de Nebrija y, además de en España, está presente con sus Institutos Nebrija en América Latina, Yakarta (Indonesia) y Nankín (China). También en Madrid hay un Centro de Estudios Hispánicos Nebrija dentro de los Institutos Nebrija, así como las Residencias Nebrija en tres localizaciones en Madrid, para estudiantes universitarios.
En Alcalá de Henares se inauguró en 1972 un CEIP Antonio de Nebrija, en la localidad donde vivió y murió el célebre gramático. Además, en Móstoles hay un colegio de enseñanza secundaria. También en Madrid hay un Colegio Nebrija Rosales. En Lebrija (Sevilla) hay un Colegio Antonio de Nebrija, surgido de un antiguo Instituto de Enseñanza Media fundado en 1946. Y otro de igual nombre en la Región de Murcia, en una pedanía del municipio de Murcia llamada Cabezo de Torres. En Zalamea de la Serena, localidad extremeña en donde Nebrija residió unos años y escribió parte de su Gramática castellana, un instituto de secundaria lleva su nombre.
En La Coruña existe un Centro de Formación Profesional Nebrija y en Puentes de García Rodríguez, en la misma provincia gallega, existió un Colegio Nebrija (fundado en 1950), ya cerrado. Cesó su actividad en 2002. Desde 1972, existe en Jerez de la Frontera un Colegio de Educación Infantil y Primaria llamado Antonio de Nebrija Jerez.
También funciona en España una Asociación Cultural Nebrija, así como un corpus digital sobre Nebrija y una web de divulgación cultural llamada Corpus Nebrissense creada en 2011 por Pedro Martín Baños. En 2016 se creó en Lebrija, su localidad natal, la Fundación V Centenario Elio Antonio de Nebrija con el fin de promover el V Centenario de la muerte de Nebrija, en 2022.
En España hay calles Antonio de Nebrija en: Madrid (2 calles, en Atocha y Travesía Nebrija, en Moncloa), Alcalá de Henares, Alcobendas, Valladolid, León, La Coruña, Logroño, Badajoz, Sevilla, en el barrio de la Esperanza de la Ciudad Jardín, en Gines y Bormujos), Tenerife, Lebrija, Torremolinos, Berja y Utrera.
En Estados Unidos, al sur de Los Ángeles (California), en Misión Viejo, en Orange County, hay una calle llamada Nebrija Street, que comunica la calle Azorín con la calle El Greco, como un homenaje hispánico de esta localidad californiana fundada como ciudad en 1960 en el lugar de la Misión de San Gabriel, que los eclesiásticos españoles fundaron en 1771.
En Hermosillo (Sonora, México) existe una Residencia Nebrija, que funciona como una residencia de ancianos, en la calle Puerta del Real. También en México, en Chihuahua, se bautizó en memoria del gramático una calle Nebrija, que comunica la calle L. Von Ranke con la calle Pedro de Oliveira. En Cuenca (Ecuador) existe una calle Nebrija, junto al parque Bilbao.
En 1968 se fundó en Alcalá de Henares el Cine-Club Nebrija, que posteriormente se renombró como Club Cultural Antonio de Nebrija.

## V Centenario Nebrija
El V Centenario de la muerte de Elio Antonio de Nebrija ha sido declarado en España «Acontecimiento de Excepcional Interés Público». La declaración del aniversario supone un programa de apoyo que comenzó a partir de la entrada en vigor de los Presupuestos de 2021 y se prolongará hasta el 30 de diciembre de 2023. Según anunció la Presidencia del Gobierno de España a través de su portal oficial La Moncloa, el 13 de octubre de 2021 se constituyó en Madrid la Comisión Interadministrativa del V Centenario de Antonio de Nebrija, formada por quince instituciones.
Correos emitió, en 2022, un sello con motivo de ésta conmemoración.
Entre diciembre de 2021 y enero de 2023 se publicaron más de una docena de libros sobre Nebrija, a raíz del V Centenario de su fallecimiento, tal y como recoge la web oficial www.nebrija500.es

## Reconocimiento
Desde 1875 existe un medallón dedicado a Nebrija en el Salón de plenos del Ayuntamiento de Alcalá de Henares. En la ciudad de Santander tiene dedicada una calle 

### Ficción (novelas e historietas)
- Comotto, Agustín. Nebrija, novela gráfica o cómic, Nórdica Libros, Madrid, febrero 2022. ISBN 978-84-18930-55-3
- García Jambrina, Luis. El manuscrito de niebla, novela, editorial Espasa, Madrid, febrero 2022. ISBN 978-84-670-6357-8
- Díaz Pérez, Eva. El sueño del gramático, novela, Fundación José Manuel Lara, Sevilla, marzo 2022. ISBN 978-84-17453-88-6

### Otras publicaciones en el Quinto Centenario de su fallecimiento (1522-2022)
- Conocer a Nebrija: nuestro primer humanista. Una guía sobre Antonio de Nebrija en el V Centenario de su fallecimiento, Diego Moldes (ed.), Fundación Antonio de Nebrija, enero 2022, Madrid. Ejemplar gratuito.

- Antonio de Nebrija. La lengua y la verdad. Cuaderno didáctico. Lola Pons, Consejería de Cultura y Patrimonio Histórico, Junta de Andalucía, enero 2022, Sevilla. ISBN 978-84-9959-390-6. Ejemplar gratuito online.

- Antonio de Nebrija en la política y el derecho de su tiempo. Rogelio Pérez-Bustamante Fundación Antonio de Nebrija, enero 2022,Madrid. ISBN 978-84-88957-89-4. Ejemplar gratuito.

- Carabias Torres, Ana María; Castro Santamaría, Ana; Calvo Gómez, José Antonio; Álvarez Cuartero, Izaskun; Mancho Duque, María Jesús; Molina Sangüesa, Itziar; López Varea, María Eugenia; García Pérez, Amaya S.; De Miguel Martínez, Emilio. La época de Nebrija en Salamanca : Ciclo de conferencias. Salamanca: Centro de Estudios Salmantinos - Fundación Salamanca Ciudad de Cultura y Saberes; 2022; ISBN. 978-84-122765-9-6.

Monográficos sobre Nebrija en las revistas: 
- Archiletras (Nebrija y el principio de la modernidad, Coord. Pedro Martín Baños, julio 2022; con estudios de Pedro Martín Baños, María Rodrigo Mora, Felipe González-Vega, Pedro Álvarez de Miranda, Lola Pons Rodríguez, M.ª Lourdes García-Macho; Dionisio A. Martín Nieto; Teresa Jiménez Calvente; José Chabás, Elena E. Rodríguez Díaz; Inmaculada García-Cervigón; Francisco Bautista; José Antonio Millán, Ana María Carabias Torres), Dir. Arsenio Escolar.

- Revista de Occidente (Nebrija y el humanismo, Coord. María J. Rodrigo Mora, núm. 497, octubre de 2022), Dir. Fernando Rodríguez Lafuente.